# George Ponsonby
George Ponsonby (5 mars 1755 - 8 juillet 1817) est un avocat britannique et un homme politique Whig. Il est Lord Chancelier d'Irlande de 1806 à 1807 au ministère de tous les talents.

## Biographie
Il est le deuxième fils de l'honorable John Ponsonby, président de la Chambre des communes irlandaise (1756–1771), et de son épouse, Lady Elizabeth Cavendish (1723-1796), fille de William Cavendish (3e duc de Devonshire). Il fait ses études au Kilkenny College et au Trinity College, à Cambridge .

## Carrière juridique et politique
Avocat, il devient membre du Parlement d'Irlande en 1776. Il siège pour le district de Wicklow entre 1778 et 1783, puis pour Inistioge entre 1783 et 1797. De 1798 à l'Acte d'Union en 1801, il représente l'arrondissement de Galway. Il est chancelier de l'échiquier d'Irlande en 1782, prenant ensuite une part importante aux débats sur la question de l'émancipation catholique et dirigeant l'opposition à l'union des parlements.
Après 1801, Ponsonby représente Wicklow puis Tavistock au Parlement du Royaume-Uni ; de 1806 à 1807, il est Lord Chancelier d'Irlande et, de 1808 à 1817, chef reconnu de l'opposition à la Chambre des communes britannique.
Il est choisi comme premier chef reconnu de l’opposition, et non comme dirigeant d’une opposition, lorsque les deux principaux pairs whig, Lord Grenville et Lord Grey, l’ont proposé à des députés whig. Foorde a décrit Ponsonby comme "une médiocrité peu connue apparentée à Lady Grey". Il s'avère être un chef faible, mais ne veux pas démissionner et conserve donc la direction du parti à la Chambre des communes jusqu'à sa mort. George Tierney lui succède à la tête du parti.

## Vie privée
À Dublin, il est membre du Daly's Club .
Il épouse Lady Mary Butler, fille de Brinsley Butler (2e comte de Lanesborough), et de son épouse, Lady Jane Rochfort. Il meurt à Londres, le 8 juillet 1817, et n'a qu'une fille unique, Elizabeth, qui épouse Francis Aldborough Prittie, député, dont elle a six enfants.